# 蓝鹰航空
藍鷹航空（Aigle Azur）是法國的全服務航空公司，總部設在首都巴黎，成立於1946年。公司提供法國國內定期客運航班和國際定期客運航班往非洲的阿爾及利亞、馬里巴马科、几內亚科纳克里以及歐洲的葡萄牙、德国柏林、俄罗斯莫斯科等，也提供包機服務、貨運服務和濕租服務。其樞紐機場為巴黎－奥利机场和巴黎－夏尔·戴高乐机场。航空公司也經IATA與IATA進行安全審計（IOSA）及其安全做法。

## 歷史
1946年，成立了藍鷹航空公司，初期只是私人擁有，於第二次世界大戰中獨立的航空公司。在1946年至1955年，航空公司使用許多的道格拉斯DC-3。
1950年代早期，航空公司開始提供長程的定期航線連接法國至非洲和亞太區。法國的公共工程部和運輸部把這些航線轉移至法國航空，包括藍鷹航空公司

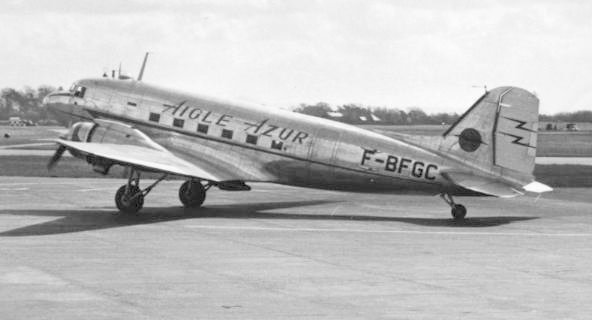
在1953年，藍鷹航空公司的道格拉斯DC-3。

1970年，航空公司重整業服為一個區域航空公司，新名稱為盧卡斯航空（Lucas Aviation）。這個重整股份航空有限公司和業務總部是在巴黎機場。盧卡斯航空初時最初交易的名為盧卡斯航空交通（Lucas Air Transport）和提供國內定期航班服務，包括全年連接多維爾與格域機場。這個名字後來改為盧卡斯藍鷹航空公司（Lucas Aigle Azur）。
2001年5月，GOFAST集團收購盧卡斯藍鷹航空公司，再改名為原名：藍鷹航空公司（Aigle Azur）。服務短至中度的定期或包機航線。藍鷹航空公司開始取代波音737和空中巴士A320飛機。
2007年5月，藍鷹航空公司有450名職員。
2012年10月23日，海航集團在巴黎宣佈完成對法國藍鷹航空公司48％股權的收購，這也讓海航成為了僅次於法國GO FAST集團的第二大股東。
2019年9月公司宣布破产申请。

## 航點

### 中国航点
- 北京
  - 北京首都国际机场

法国蓝鹰航空公司在2014年6月28日開通巴黎奥利机场与北京首都国际机场间航线。蓝鹰航空执飞的北京到巴黎航线初定每周三班，将用从海南航空租来的空客A330-200执飞，并与海航及旗下公司在中国及亚洲的航线网络连接。

## 機隊

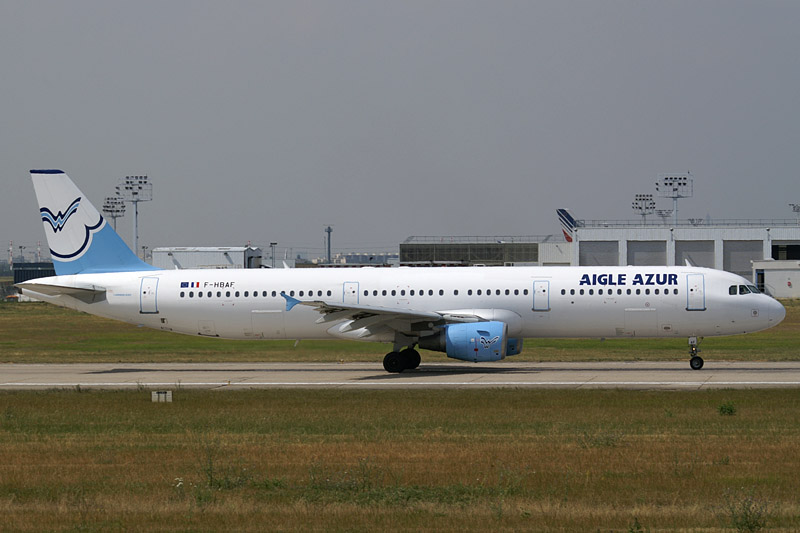
藍鷹航空公司空中巴士A321

以下是藍鷹航空公司的機隊（2019年9月）：
- 1 空中巴士A319-100
- 8 空中巴士A320-200
- 2 空中巴士A330-200

在2009年2月27日，藍鷹航空公司的機隊平均機齡為10.5歲